# Universidade Chung-Ang

A Universidade Chung-Ang (CAU) é uma universidade privada da Coreia do Sul. Possui dois campus, um em Seul e outro em Anseong. Foi fundada após a libertação do domínio colonial japonês para o benefício da nação e avanço da civilização, com a filosofia educacional da verdade e justiça, sob a direção do Dr. Young-Shin Yim. Foi a primeira na Coreia do Sul a oferecer cursos de Farmácia, Administração de Empresas, Comunicação de Massa, Publicidade & Relações Públicas, Fotografia, e Drama & Estudos de Cinema. É renomada nas áreas de Farmácia, Mídia e Artes.